# 土井九郎
土井 九郎（どい くろう、1951年 - ）は、日本の写真家である。

## 来歴
1951年（昭和26年）徳島県生まれ。1979年から1989年まで、外航船船員。

## 写真集
- 1989年（平成元年） 『海帰線』（第三書館）
- 1990年（平成2年） 『越南世界』（第三書館）
- 1991年（平成3年） 『海景線』（第三書館）
- 1998年（平成10年） 『ANEMA E CORE』（WAVE出版）

## 受賞歴
- 1991年（平成3年） 第3回写真の会賞（写真集『越南世界』により）